# ひょうご情報公園都市

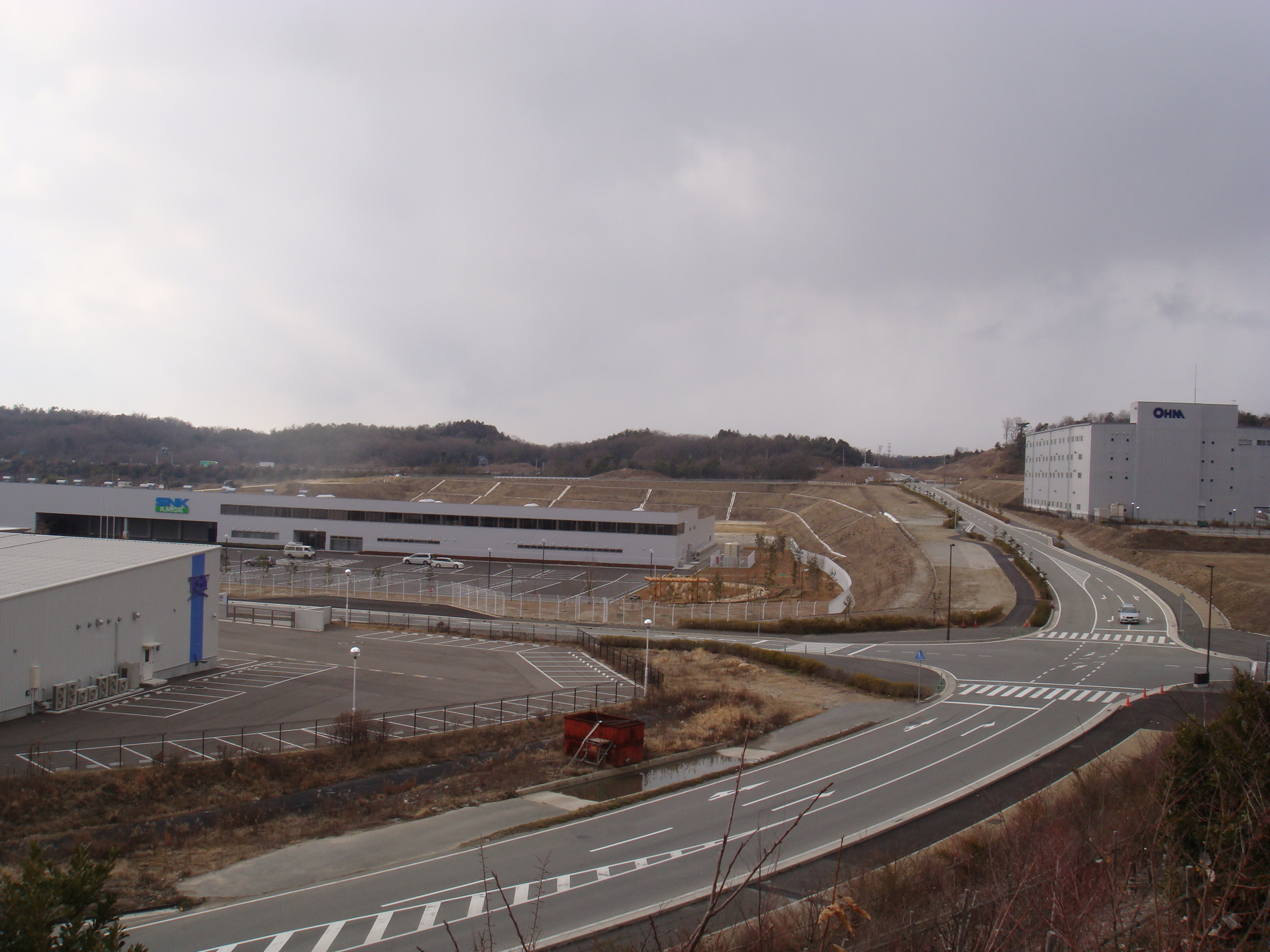
ひょうご情報公園都市

ひょうご情報公園都市（ひょうごじょうほうこうえんとし、英称：Hyogo Media Garden City）は、兵庫県企業庁が主体となり、三木市志染町の丘陵地に情報関連・流通関連・ものづくり関連の企業を集積させ、新たな情報や産業の拠点として計画された都市開発事業である。

## 概要
土地利用計画案では、山陽自動車道三木東インターチェンジから同三木ジャンクションにかけての390ヘクタールの用地が第一工区から第四工区に割り当てられ、当初は産業用地の他に住宅・集客施設・公園などが計画されていた。緑地率の高い造成計画がひとつの特徴である。2003年3月頃から第一工区の産業用地の分譲が開始されたが、2009年2月現在、情報関連の企業は立地していない。
2011年、計画変更により住宅、集客施設用地も産業ゾーンに用途変更され、産業団地に特化した地域へと方針変換した。

## 立地施設

### 企業
- 菜デリカ
- オーム電機
- わらべや関西
- 安全興業
- 瑞穂
- トビー
- ネオジオ
- SNKプレイモア
- 誠和鋼販
- 東和化学
- ユニタイト
- エスアールエンジニアリング
- 日本エリコンバルザース
- コダイ
- ヤクルト本社
- コストコホールセールジャパン

## 交通機関

### 一般道路
- 三宮・新神戸方面から：新神戸トンネルより兵庫県道85号神戸社線で約30分
- 西神方面から：兵庫県道83号平野三木線より兵庫県道38号三木三田線で約20分
- 三木市街地方面から：兵庫県道38号三木三田線で約20分

### 高速道路
- 山陽自動車道 三木東インターチェンジからすぐ